# 심혜지
심혜지는 대한민국의 래퍼다. 2019년 싱글 《반xx》로 데뷔했다.

## 방송
- 쇼미더머니2 (2013) - Top25
- 쇼미더머니5 (2016) - Top42
- 쇼미더머니6 (2017)

## 음반
- 반xx (2019)